# جائزة إسبانيا الكبرى للدراجات النارية 1988
جائزة إسبانيا الكبرى للدراجات النارية 1988 هو سباق دراجات نارية أقيم بتاريخ 24 أبريل 1988 في حلبة ديل خاراما. كان الجولة الثالثة من أصل 15 في سباق الجائزة الكبرى للدراجات النارية موسم 1988. فاز الأسترالي كيفن ماجي بفئة 500 سي سي بينما جاء الأمريكي إدي لوسون في المركز الثاني وحصل على المركز الثالث الأسترالي واين غاردنر.

## وصلات خارجية
- الموقع الرسمي